# Огнена земя (провинция)
 Тази статия е за провинцията на Аржентина.  За архипелага вижте Огнена земя.  
Огнена земя (пълно име Огнена земя, Антарктида и острови в Южния Атлантик (на испански: Provincia de Tierra del Fuego, Antártida e Islas del Atlántico Sur) е най-южната аржентинска провинция. Столица на провинцията е град Ушуая.
Един из департаментите на провинцията е част от континента Антарктида. Териториалните претенции на Аржентина към Антарктида и островите в Южния Атлантически океан не са признати от международната общност, така че фактически Аржентина контролира не цялата провинция, а само част от архипелага Огнена земя и близките острови.
Аржентина не упражнява държавен суверенитет и върху островите в Южния Атлантик (Фолкландски (Малвински) острови, Южна Джорджия и Южни Сандвичеви острови), за които има териториални спорове с Великобритания, която ги счита за свои британски задморски територии. През 1982 г. между двете страни се разрази въоръжен конфликт – т.нар. Фолкландска война.